# Francuska Liga Siatkówki Mężczyzn 2006/2007
Najwyższe rozgrywki siatkarskie we Francji. W sezonie 2006/2007 uczestniczy w niej 14 drużyn:
- Paris Volley
- AS Cannes VB
- Beauvais Olympique UC
- Stade Poitevin VB
- Rennes Étudiants Club
- Tours VB
- Arago de Sète
- Tourcoing Lille Métropole VB
- Toulouse Toac-Tuc VB
- Montpellier Université Club
- Asnieres Volley
- Saint-Brieuc Côtes-d’Armor VB
- Avignon Volley-Ball
- Nice Volley-Ball

## Sezon zasadniczy

### Terminarz spotkań
19 września 2006
| Paris Volley          | 3:1 (23:25, 25:13, 25:18, 25:20)        | Avignon Volley-Ball           |
| Tours VB              | 3:0 (25:18, 25:21, 25:18)               | Tourcoing Lille Métropole VB  |
| AS Cannes VB          | 3:0 (25:17, 25:16, 25:19)               | Saint-Brieuc Côtes-d’Armor VB |
| Arago de Sète         | 1:3 (26:24, 22:25, 23:25, 18:25)        | Montpellier Université Club   |
| Beauvais Olympique UC | 3:0 (25:20, 25:16, 25:17)               | Nice Volley-Ball              |
| Rennes Étudiants Club | 2:3 (25:19, 22:25, 15:25, 25:18, 13:15) | Stade Poitevin VB             |
| Toulouse Toac-Tuc VB  | 0:3 (23:25, 25:27, 21:25)               | Asnieres Volley               |

23 września 2006
| Asnieres Volley               | 2:3 (19:25, 23:25, 25:18, 25:23, 6:15) | Rennes Étudiants Club |
| Stade Poitevin VB             | 1:3 (25:13, 21:25, 23:25, 15:25)       | Beauvais Olympique UC |
| Nice Volley-Ball              | 0:3 (18:25, 17:25, 17:25)              | Arago de Sète         |
| Montpellier Université Club   | 1:3 (27:25, 20:25, 22:25, 22:25)       | AS Cannes VB          |
| Saint-Brieuc Côtes-d’Armor VB | 1:3 (25:22, 18:25, 20:25, 22:25)       | Tours VB              |
| Tourcoing Lille Métropole VB  | 1:3 (25:22, 19:25, 20:25, 17:25)       | Paris Volley          |
| Toulouse Toac-Tuc VB          | 3:0 (25:15, 27:25, 25:22)              | Avignon Volley-Ball   |

30 września 2006
| Rennes Étudiants Club | 2:3 (25:22, 25:14, 26:28, 22:25, 12:15) | Toulouse Toac-Tuc VB          |
| Paris Volley          | 3:0 (25:19, 25:19, 25:21)               | Saint-Brieuc Côtes-d’Armor VB |
| Tours VB              | 3:1 (25:20, 25:19, 21:25, 25:20)        | Montpellier Université Club   |
| AS Cannes VB          | 3:0 (25:23, 25:14, 25:15)               | Nice Volley-Ball              |
| Arago de Sète         | 1:3 (21:25, 19:25, 25:21, 19:25)        | Stade Poitevin VB             |
| Beauvais Olympique UC | 3:1 (25:20, 25:21, 23:25, 25:18)        | Asnieres Volley               |
| Avignon Volley-Ball   | 1:3 (23:25, 25:11, 17:25, 17:25)        | Tourcoing Lille Métropole VB  |

7 października 2006
| Montpellier Université Club   | 0:3 (20:25, 22:25, 22:25)               | Paris Volley                 |
| Nice Volley-Ball              | 1:3 (25:13, 21:25, 22:25, 23:25)        | Tours VB                     |
| Stade Poitevin VB             | 3:1 (25:22, 25:27, 25:20, 25:21)        | AS Cannes VB                 |
| Asnieres Volley               | 3:1 (21:25, 25:13, 25:17, 25:23)        | Arago de Sète                |
| Toulouse Toac-Tuc VB          | 3:2 (25:21, 26:28, 25:19, 19:25, 19:17) | Beauvais Olympique UC        |
| Saint-Brieuc Côtes-d’Armor VB | 0:3 (23:25, 19:25, 18:25)               | Tourcoing Lille Métropole VB |
| Rennes Étudiants Club         | 3:1 (25:14, 29:27, 23:25, 25:14)        | Avignon Volley-Ball          |

14 października 2006
| Paris Volley                 | 3:0 (25:21, 25:21, 25:14)               | Nice Volley-Ball              |
| Tours VB                     | 0:3 (19:25, 18:25, 19:25)               | Stade Poitevin VB             |
| AS Cannes VB                 | 3:1 (23:25, 25:13, 25:19, 25:22)        | Asnieres Volley               |
| Arago de Sète                | 3:1 (18:25, 25:22, 25:21, 25:17)        | Toulouse Toac-Tuc VB          |
| Beauvais Olympique UC        | 3:1 (27:25, 20:25, 25:22, 25:22)        | Rennes Étudiants Club         |
| Tourcoing Lille Métropole VB | 2:3 (26:28, 25:13, 21:25, 25:20, 11:15) | Montpellier Université Club   |
| Avignon Volley-Ball          | 1:3 (20:25, 25:27, 25:20, 23:25)        | Saint-Brieuc Côtes-d’Armor VB |

### Tabela
| Lp. | Drużyna                       | Mecze | Sety zdobyte | Sety stracone | Punkty |
| --- | ----------------------------- | ----- | ------------ | ------------- | ------ |
| 1.  | Paris Volley                  | 26    | 72           | 34            | 60     |
| 2.  | AS Cannes VB                  | 26    | 68           | 31            | 58     |
| 3.  | Stade Poitevin VB             | 26    | 64           | 41            | 54     |
| 4.  | Toulouse Toac-Tuc VB          | 26    | 63           | 40            | 50     |
| 5.  | Tours VB                      | 26    | 49           | 47            | 42     |
| 6.  | Arago De Sète                 | 26    | 51           | 49            | 39     |
| 7.  | Beauvais Olympique UC         | 26    | 50           | 56            | 38     |
| 8.  | Tourcoing Lille Métropole VB  | 26    | 48           | 53            | 37     |
| 9.  | Montpellier Université Club   | 26    | 49           | 55            | 37     |
| 10. | Rennes Étudiants Club         | 26    | 52           | 58            | 34     |
| 11. | Asnieres Volley               | 26    | 46           | 60            | 30     |
| 12. | Saint-Brieuc Côtes-d’Armor VB | 26    | 38           | 66            | 24     |
| 13. | Avignon Volley-Ball           | 26    | 35           | 64            | 22     |
| 14. | Nice Volley-Ball              | 26    | 35           | 66            | 21     |

## Play-off

### Półfinały
Do 2 zwycięstw
| Stade Poitevin VB | 3:2 (17:25, 22:25, 25:23, 27:25, 15:13) | AS Cannes VB |

| AS Cannes VB | 1:3 (20:25, 25:20, 25:27, 17:25) | Stade Poitevin VB |

| Toulouse Toac-Tuc VB | 2:3 (25:23, 20:25, 26:24, 18:25, 12:15) | Paris Volley |

| Paris Volley | 2:3 (25:23, 20:25, 26:24, 18:25, 12:15) | Toulouse Toac-Tuc VB |

| Paris Volley | 3:0 (25:21, 25:18, 25:13) | Toulouse Toac-Tuc VB |

### Finał
Do 2 zwycięstw
| Stade Poitevin VB | 2:3 (20:25, 25:20, 18:25, 27:25, 10:15) | Paris Volley |

| Paris Volley | 3:1 (23:25, 25:21, 25:18, 25:23) | Stade Poitevin VB |